# اس‌ام او-۲۴

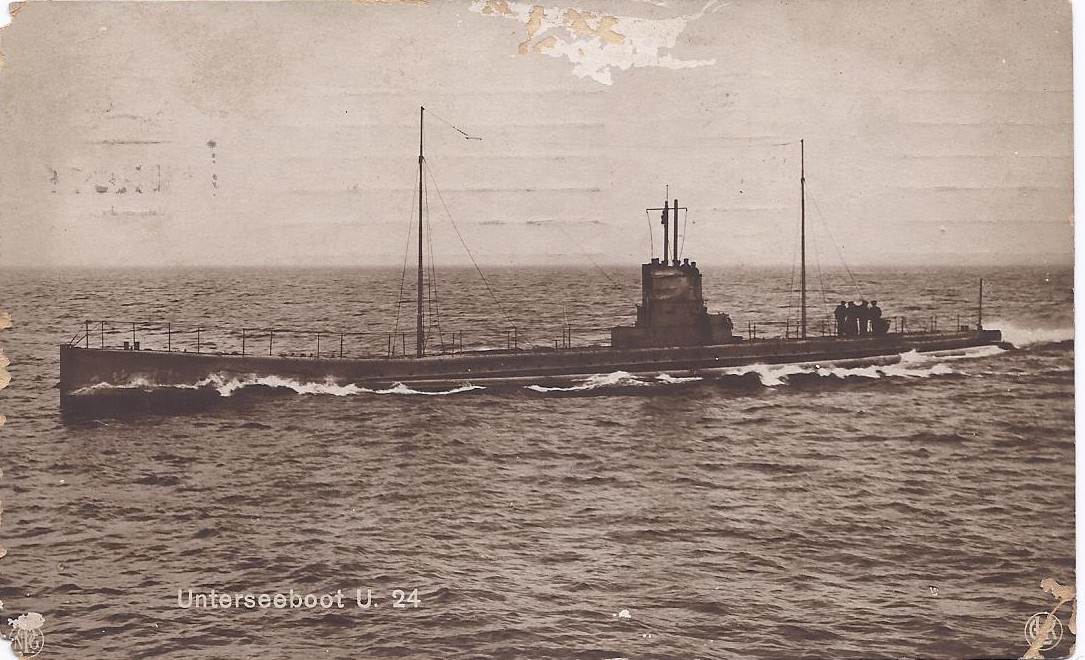
تصویری از زیردریایی اس‌ام او-۲۴

اس‌ام یو-۲۴ (به انگلیسی: SM U-24) یک زیردریایی بود که طول آن ۶۴٫۷۰ متر (۲۱۲ فوت ۳ اینچ) بود. این زیردریایی در سال ۱۹۱۳ ساخته شد.